# Satyricon (musikalbum)
Satyricon är det åttonde fullängdsalbumet av det norska black metal-bandet Satyricon, som gavs ut 2013 av skivbolaget Roadrunner Records. Albumet var bandets första till att nå #1 på VG-lista, en norsk försäljningslista för album och singlar. Olika versioner av albumet med bonusspår utgavs bland annat av Indie Recordings.

## Låtförteckning
1. "Voice of Shadows" – 2:35
2. "Tro og kraft" – 6:01
3. "Our World, It Rumbles Tonight" – 5:12
4. "Nocturnal Flare" – 6:38
5. "Phoenix" – 6:32
6. "Walker Upon the Wind" – 4:58
7. "Nekrohaven" – 3:12
8. "Ageless Northern Spirit" – 4:43
9. "The Infinity Of Time And Space" – 7:47
10. "Natt" – 3:34

Bonusspår
1. "Phoenix" (Recording Session Rough Mix) – 6:32
2. "Our World, It Rumbles Tonight" (Deeper Low Mix) – 5:07
3. "Natt" (Wet Mix) – 3:34

- Text och musik: Satyr Wongraven (utan spår 5 där texten är skriven av Sivert Høyem)

## Medverkande
Musiker (Satyricon-medlemmar)
- Satyr (Sigurd Wongraven) – sång, gitarr, basgitarr, keyboard, percussion
- Frost (Kjetil-Vidar Haraldstad) – trummor

Bidragande musiker
- Sivert Høyem – sång (spår 5)
- Erik Ljunggren – keyboard
- Gildas Le Pape – gitarr, basgitarr
- Kjetil Bjerkestrand – orgel (spår 10)
- Karl Oluf Wennerberg – percussion (spår 5)

Produktion
- Satyr – producent, ljudmix
- Erik Ljunggren – ljudtekniker
- Jacob Dobewall – ljudtekniker
- Sam Hoffstedt – ljudtekniker
- Mike Hartung – ljudtekniker
- Nate Yaccino – ljudtekniker
- Adam Kasper – ljudmix
- Paul Logus – mastering
- Fredrik Melby – omslagskonst
- Sune Eriksen – foto